# Charlie Dent
Charles Wieder „Charlie“ Dent, Allentown (Pennsylvania), V.S., 24 mei 1960 is een voormalig Amerikaans politicus van de Republikeinse Partij.
Van januari 2005 tot mei 2018 was hij vertegenwoordiger van het 15de Congresdistrict van de staat Pennsylvania in het Huis van Afgevaardigden.
Hij wordt geacht de stem van de gematigde Republikeinen te vertolken en is een invloedrijke criticus van president Donald Trump.

## Afstamming en opleiding
Charlie Dent is de zoon van Marjorie en Walter "Pete" Dent, die voor Bethlehem Steel werkzaam was. Hij groeide op in Allentown in Lehigh County, waar hij nog altijd woont en waar hij de William Allen High School afliep. Aansluitend studeerde hij tot 1982 aan de Universiteit van de staat Pennsylvania Buitenlandse Dienst en Internationale Politiek.
Hij beëindigde zijn opleiding in 1993 aan de Lehigh University in Bethlehem met behalen van de mastergraad in Openbaar Bestuur. In de volgende jaren was hij o.a. staflid van Congreslid Donald L. Ritter, handelsvertegenwoordiger en hotelbediende.
Na het einde van zijn Congres-mandaat werkt Dent sinds mei 2018 als televisiecommentator voor CNN.

## Politieke loopbaan
Tussen 1991 en 1998 zat Dent als volksvertegenwoordiger in het Huis van Afgevaardigden van Pennsylvania;
van 1999 tot 2004 was hij lid van de Senaat van genoemde staat.
Bij de verkiezingen van 2004 werd Dent voor het 15de Congresdistrict van Pennsylvania, dat hoofdzakelijk Allentown omvat, in het Huis van Afgevaardigden in Washington, D.C. gekozen.
Daar volgde hij op 3 januari 2005 Pat Toomey op. Hij was lid van de Commissies voor Toelating en Ethiek, waarvan hij vanaf 2015 voorzitter was. Hij hoorde bij de Congres-groep voor de Kunsten en was voorzitter van de Congres-groep voor Cement (in zijn kiesdistrict zijn de belangrijkste cementproducenten van de V.S. gevestigd).
Dent was de oprichter van de bovenpartijdige Congres-groepen voor Bevordering van Waterstof als Energiebron en die voor het Waterbeheer in het Bassin van de Delaware Rivier.
Begin september 2017 maakte Dent bekend zich niet meer verkiesbaar voor de verkiezingen van 2018. Hij verklaarde zijn besluit, dat hij nam na de interne Republikeinse voorverkiezing, met het argument dat de groeiende polarisering en ideologische rigidisering het regeren steeds moeilijker maakt. In het bijzonder vanwege de instabiliteit in het Witte Huis schatte hij een herverkiezing in 2018 als heel moeilijk in.
Ondanks dat de Republikeinen bij de verkiezing van 2016 met acht procentpunten voorsprong (bijna 52 procent) gewonnen hadden, zijn onder de kiesgerechtigden in Dent's district iets meer Democraten dan Republikeinen geregistreerd, en ook president Obama had in 2012 in zijn district een meerderheid bereikt.
Dents mandaat eindigde regulier op 3 januari 2019, maar hij kondigde medio april 2018 aan binnen enkele weken te zullen terug treden. Herhaalde keren won hij verkiezing als Congreslid; de laatste keer in 2016 met 20 procent-punten voorsprong.
Zijn terugtreden werd op 12 mei 2018 effectief.

## Positiebepaling
Dent, die een kiesdistrict in de metropoolregio van Philadelphia (voornamelijk:Lehigh County) vertegenwoordigt, staat bekend als woordvoerder van de gematigde vleugel van de Republikeinen en heeft president Donald Trump in 2017 steeds weer bekritiseerd. Als een van de voorzitters van de Dinsdag Groep vertegenwoordigde hij de Centrum-Republikeinen in het Huis van Afgevaardigden.
Zelf wekte hij in zijn eigen partij kritiek door zijn konsekwente afwijzing van alle verzoeken van de Republikeinen, om na de gewonnen presidentsverkiezingen in 2016 in de V.S. om de ziektekostenverzekering ingevolge Obamacare af te schaffen. Evenzo wees hij de herhaalde pogingen van het kabinet-Trump af om een inreisverbod af te kondigen tegen mensen uit merendeels islamitische landen.
In dit verband verweet Trump hem de Republikeinse partij "te vernielen". Dent schrijft zich zelf toe voor stabiliteit, zekerheid en voorspelbaarheid in te zetten.

## Privé
Dent is getrouwd en vader van drie kinderen. Het gezin woont in Allentown (Pennsylvania).